# Distretto di Osmaniye
Il distretto di Osmaniye (in turco Osmaniye ilçesi) è uno dei distretti della provincia di Osmaniye, in Turchia.
| Controllo di autorità | VIAF (EN) 138340967 · LCCN (EN) n00140185 · J9U (EN, HE) 987007478088005171 |